# Torre De Cantone
La Torre de Cantone o Gaetani o della Verga d'oro si trova tra via Santa Maria e via San Nicola a Pisa, collegata da un arco sopra la via con il Palazzo delle Vedove e, tramite un altro arco, alla chiesa di San Nicola.

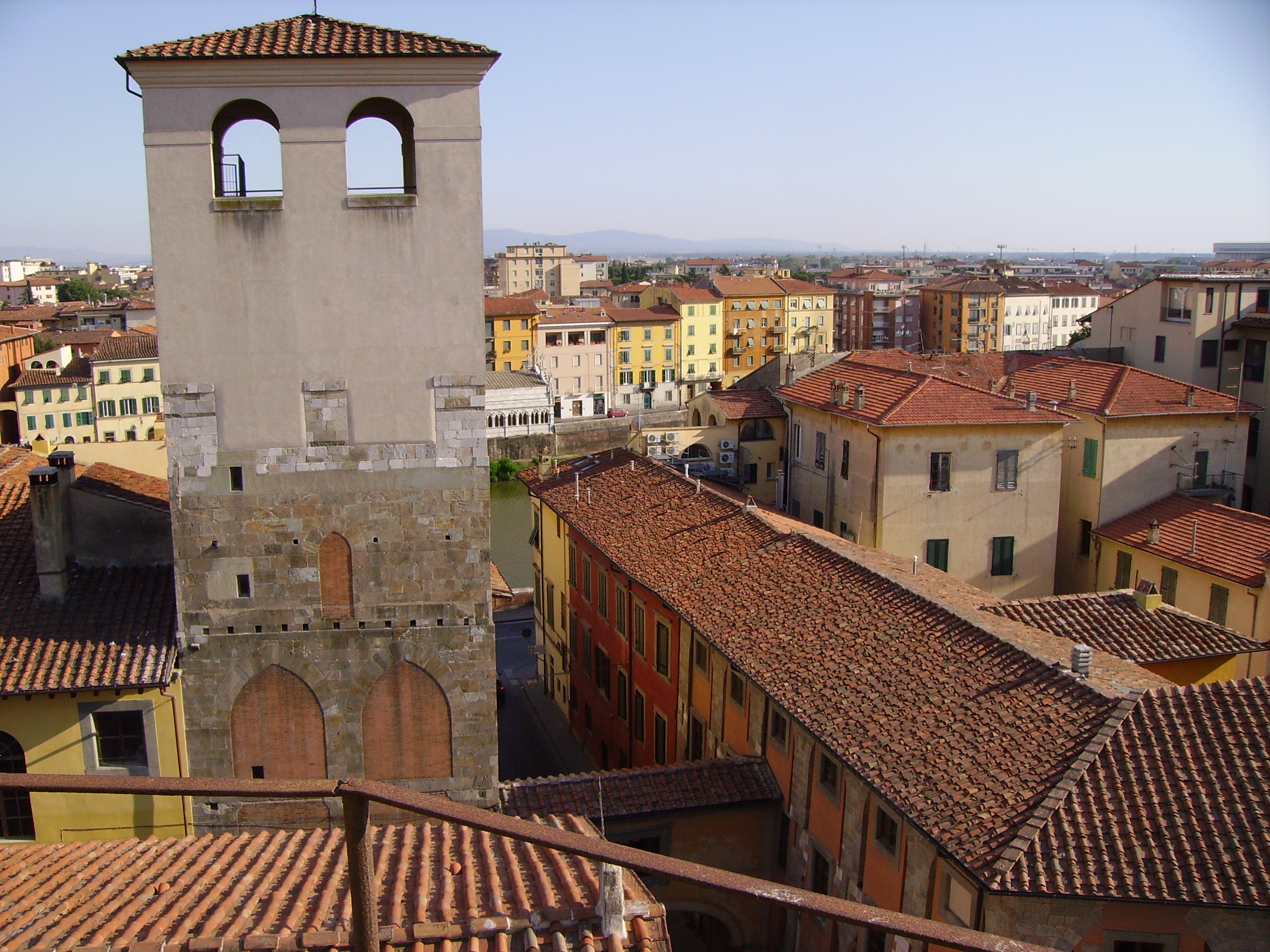
La torre vista dal campanile della chiesa di San Nicola

## Storia
Costruita nel XII secolo a pianta rettangolare, si innalzava anticamente per almeno cinque solai ed al pian terreno aveva un loggiato. Il nome "de Cantone" le fu dato a partire dal 1241 in quanto costruita sul canto della chiesa di San Nicola. In precedenza era nota come Domus dei Dodi ed al suo interno vi era una apotheca o bottega per i generi alimentari.
Il nome "della Verga d'Oro" invece le venne dato a partire dall'Ottocento per via di un'altra struttura non più esistente che si trovava sull'angolo sud-est di via Santa Maria.
Lo scienziato Galileo Galilei, dalla cima di questa torre, invitò il Granduca di Toscana ad osservare le prime scoperte fatte con la sua invenzione: il cannocchiale.

## Descrizione
Nella parte inferiore sono ancora chiaramente visibili gli archi di scarico alla base dell'architettura della torre, due sul lato lungo e uno su quello corto, con arco a sesto acuto e aperture oggi tamponate. Più in alto si nota un portalino, pure tamponato da mattoni, sotto il quale una fila stretta di buche pontaie fa pensare che si aprisse un ballatoio esterno in legno. Al quinto piano una merlatura ancora visibile fa pensare a uno spazio aperto.
In seguito la torre venne alzata di altri due solai con una loggia adibita probabilmente a magazzino ed una copertura a doppio spiovente coperta con lastre di scisto.